# Strandkirche Scharbeutz

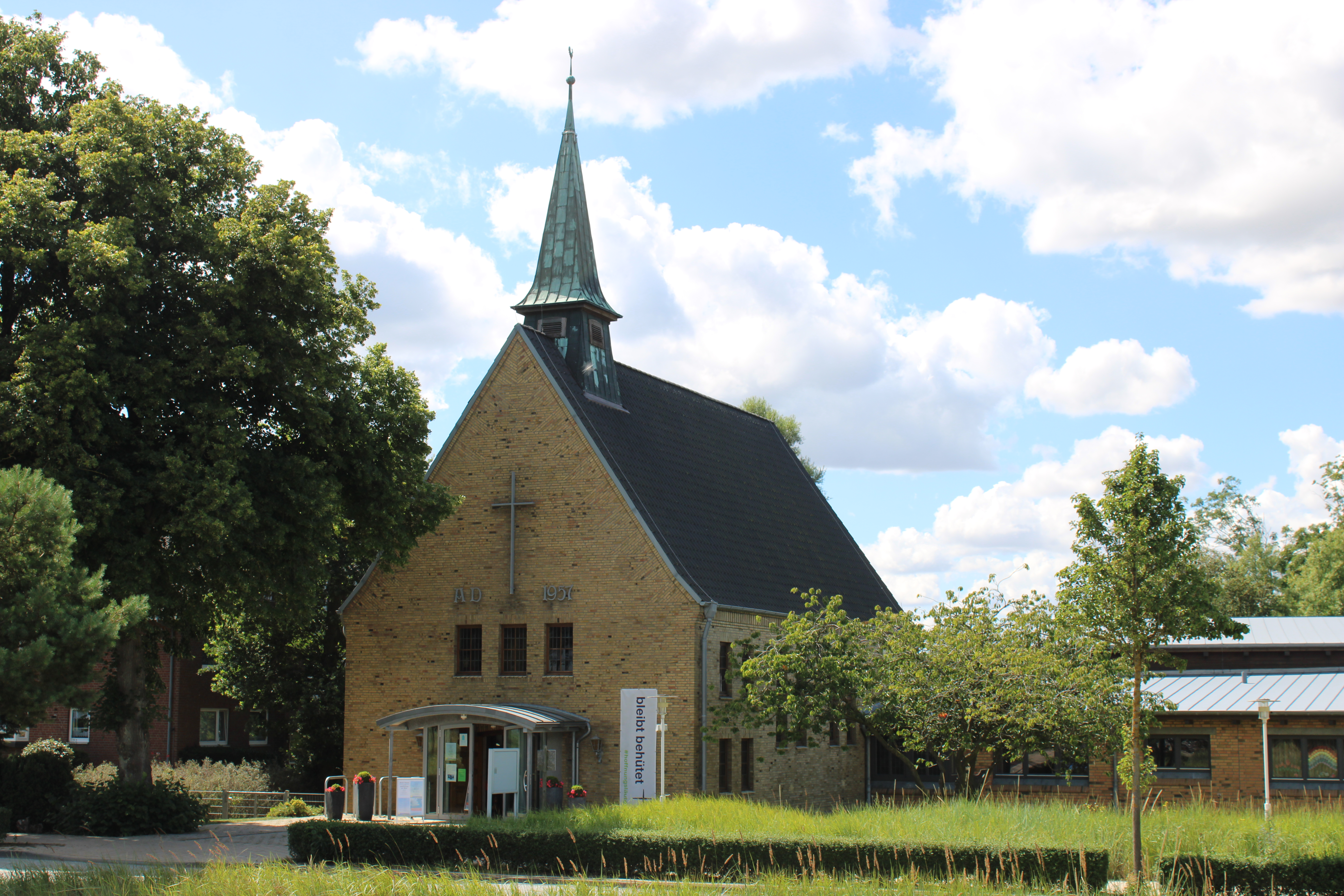

Die evangelische Strandkirche in Scharbeutz, erbaut 1956, liegt direkt an der Uferpromenade, nur durch Uferstraße und die Dünen vom Strand der Lübecker Bucht getrennt. Sie wird von der Kirchengemeinde Scharbeutz in der Evangelisch-Lutherischen Kirche in Norddeutschland genutzt, zu der außerdem die Geroldkirche in Klingberg gehört.

## Baugeschichte
Scharbeutz gehörte ursprünglich zur Kirchengemeinde der Gleschendorfer Kirche in Gleschendorf, das ca. 13 km landeinwärts liegt. Der Wunsch nach einer eigenen Kirchengemeinde konnte erst nach der verstärkten Ansiedlung von Vertriebenen und Flüchtlingen aus den ehemalig deutschen Ostgebieten erfüllt werden.
Das Gebäude wurde auf dem landseitigen Rand des Strandwalls auf moorigem Boden auf 20 Betonbrunnen, die bei einem Durchmesser von 1,75 m 3,5 m tief bis auf festen Grund versenkt wurden, gegründet. Darauf wurden 5 Gelenkträger aus Stahlbeton errichtet, die das Schiff mit dem aufgesetzten Turm tragen. Der 20 m hohe Turm wird durch einen rufenden Hahn bekrönt.
Der schlichte, stützenlose Baukörper aus gelblichen Backsteinen ist 17,5 m lang und 10 m breit.
Die eine Kirchenglocke wurde 1836 gegossen und stammt vermutlich von einer pommerschen Kirche. Weitere Einzelheiten sind nicht bekannt.

## Ausstattung

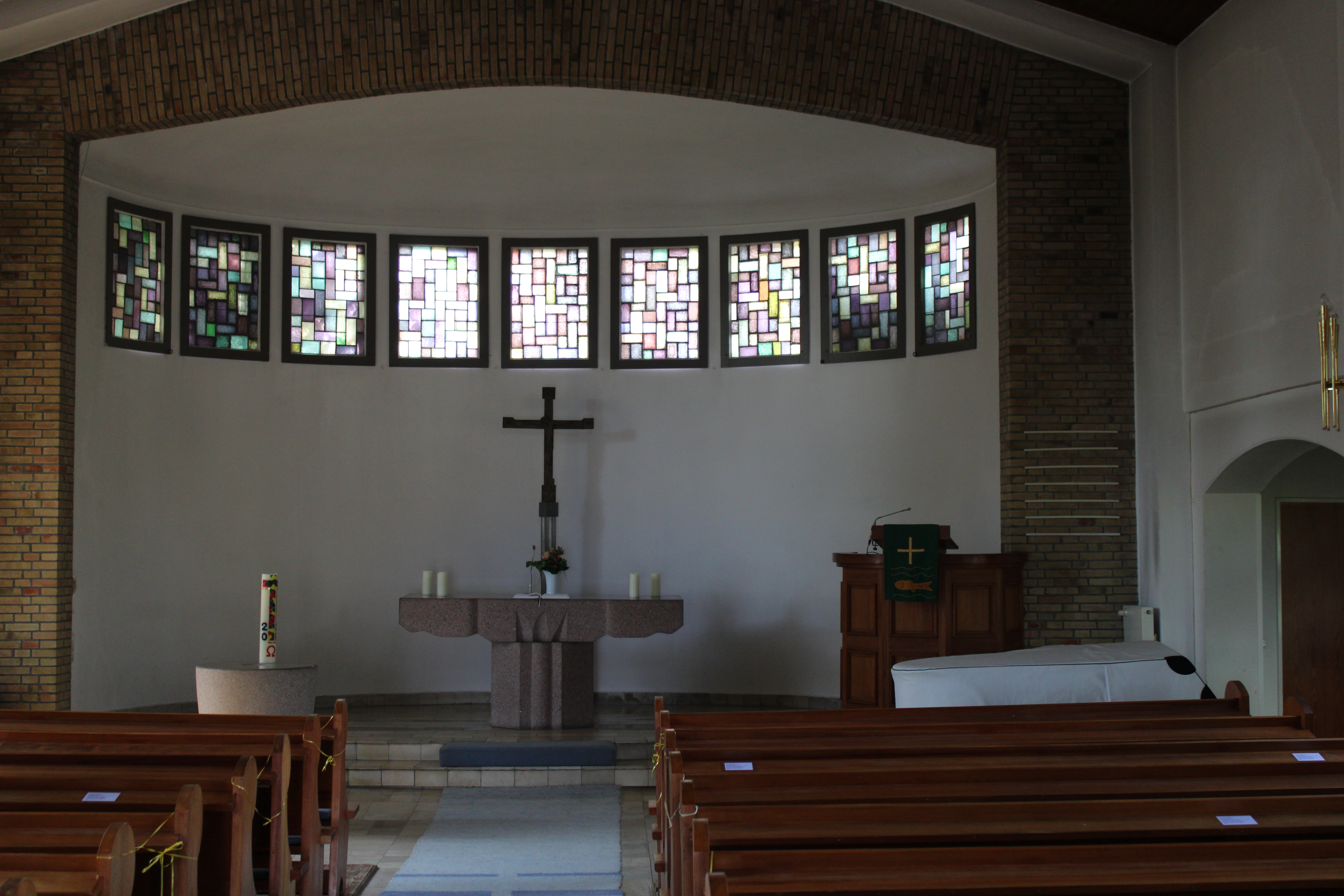

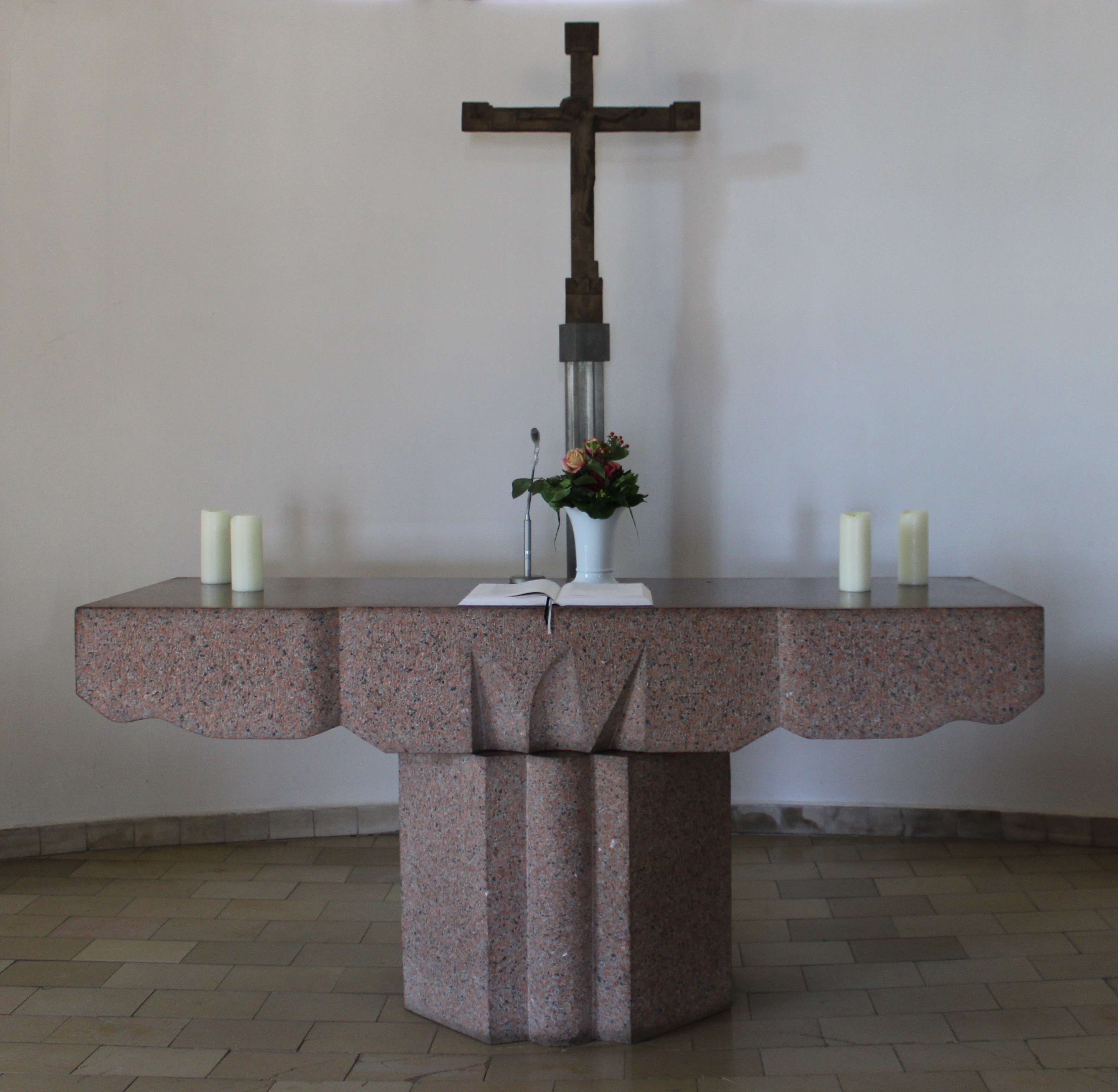

Tür, Brüstungen, Bänke und die nur wenig erhöhte Kanzel bestehen aus Eichenholz.
Der Mittelgang der Kirche verläuft senkrecht zur Straße und zum Strand und wird, akzentuiert durch entsprechende Pflasterung, über diese hinweg durch die Dünen bis zum Strand fortgesetzt. Dadurch hat man vom Altar durch die geöffneten Türen einen freien Blick auf die Ostsee. Im Sommer wird der Gottesdienstraum manchmal in diese Freifläche erweitert.
Der 1990 neugestaltete Altar aus Granit besteht aus dem Stipes, der das Thema der Dreifaltigkeit aufgreift und der Mensa, die dieses Motiv durch drei Ähren fortsetzt. Die Schwingungen wie Engelsflügel über Meereswellen nehmen Bezug auf das nahegelegene Meer. Der Entwurf stammt von Hans Kock. Das Kreuz hinter dem Altar besteht aus verzinnter Bronze.
Der Taufstein aus schwedischem Lyselid in der Form eines Kelches ruht auf einem Kreuzfuß. Die Taufschale aus Messing trägt das Wappen des ehemaligen Kreises Eutin.
Die Apsis wird durch bunte Bleiglasfenster nach Westen abgeschlossen. Der Altarraum wird außerdem aus Süden durch das Widmungsfenster erleuchtet, das mit den Wappen von Westpreußen, Danzig, Ostpreußen, Ostbrandenburg, Schlesien und Pommern an die Herkunft der zugezogenen Gemeindeglieder erinnert.

## Orgel

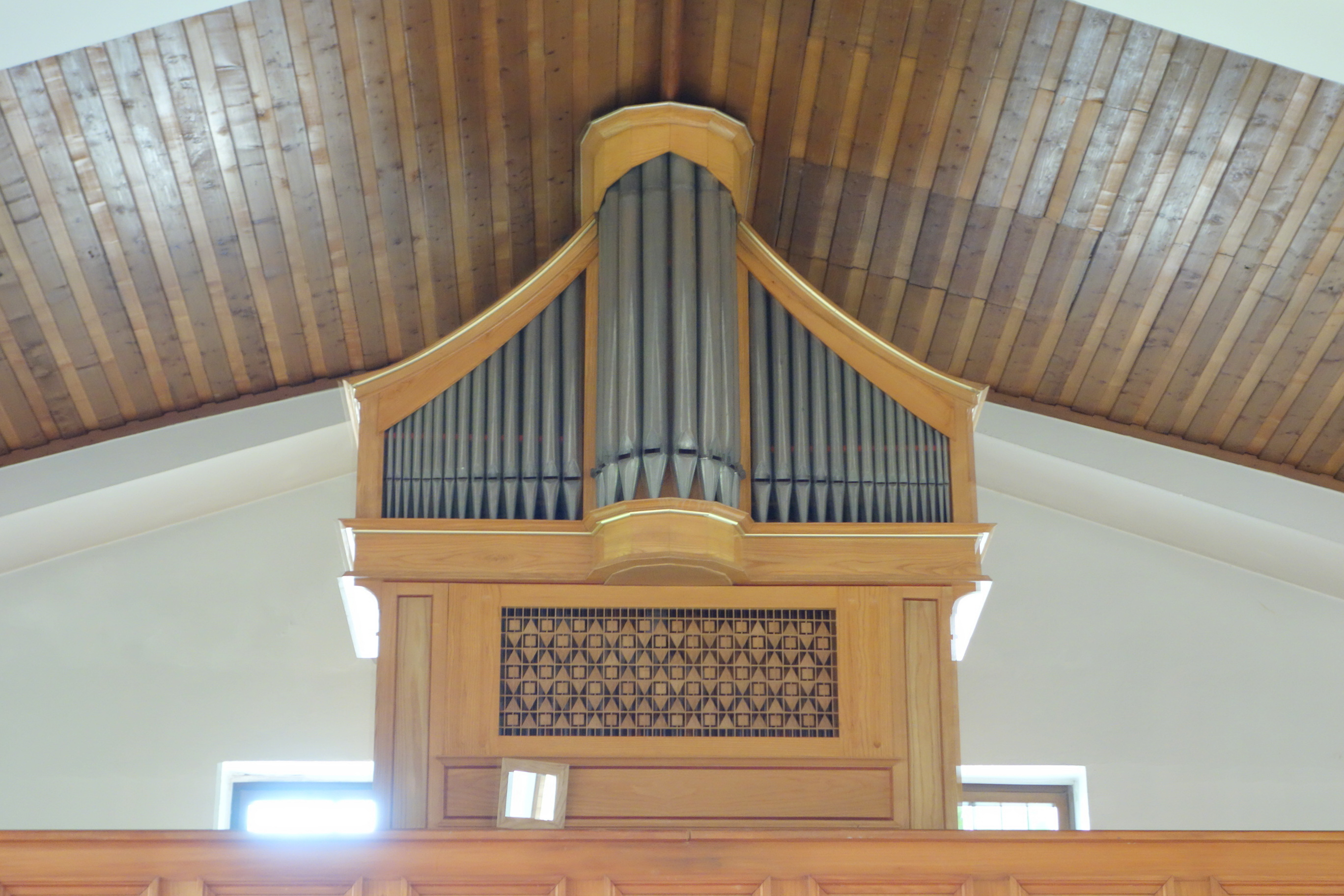
Prospekt der Becker-Orgel von 1959

Die Orgel befindet sich auf einer Empore über dem Eingang. Sie wurde von der Orgelbauwerkstatt Becker aus Kupfermühle erbaut und am 4. Oktober 1959 im Rahmen eines Erntedank-Gottesdienstes eingeweiht. Der Prospekt wird von einem Mittelturm geprägt; seitlich wird die Orgel von zwei Fenstern flankiert. Sie hat 11 Register auf zwei Manualen und Pedal und folgende Disposition:
| I Hauptwerk C–f3 |                |       |
| 1.               | Rohrpfeife     | 8′    |
| 2.               | Prinzipal      | 4′    |
| 3.               | Waldflöte      | 2′    |
| 4.               | Sesquialter II | 2 ⁄3′ |
| 5.               | Mixtur III     |       |
|                  | Tremulant      |       |

| II Brustwerk C–f3 |           |       |
| 6.                | Gedackt   | 8′    |
| 7.                | Rohrflöte | 4′    |
| 8.                | Prinzipal | 2′    |
| 9.                | Quinte    | 1 ⁄3′ |
|                   | Tremulant |       |

| Pedal C–f1 |           |     |
| 10.        | Subbaß    | 16′ |
| 11.        | Prinzipal | 08′ |

- Koppeln: II/I, I/P, II/P
- Traktur: Schleifladen, vollmechanisch

## Quelle
- Flyer der Ev. Luth. Kirchengemeinde Scharbeutz, Scharbeutz 2016